# إنتاج رئيسي
الإنتاج الرئيسي في علم التأريخ الإنجليزي تشير إلى نظام التجارة والضرائب بأكمله في العصور الوسطى. وبموجب هذا النظام، فإن الحكومة أو الملك يطلب إجراء جميع معاملات التجارة الخارجية عن بعض السلع المحددة في أسواق أو موانئ معينة والتي يُشار إليها بأنها موانئ السلع الرئيسية. وفي هذه الأماكن المحددة، يُطلب من التجار، الذين يصبحون فيما بعد تجار البضائع الرئيسية، تقديم سلعهم للتفتيش وأن يقوموا بدفع ضرائب إلى الملك عن البضائع التي سوف يتم تصديرها لقارة أوروبا. فالنظام يسهل على الملك مراقبة التجارة الخارجية وفرض الضرائب والحصول على دخل وإيرادات عليها.
فوفقًا للبضائع الرئيسية، غالبًا ما يكون الميناء المحدد في الخارج. فقد كان في درودريخت (Dordrech) في عام 1338، وفي بروج (Bruges) في عام 1343، وفي الفترة التي تلت عام 1353، تم تأسيس الموانئ الأساسية في إنجلترا بموجب قانون السلع الأساسية. ومع ذلك، فمنذ عام 1363 تم تحديد كاليه (Calais) لتكون الميناء الرئيسي لصادرات الصوف والجلد. حيث يتم أخذ جميع الصوف الذي يُباع في الخارج إلى كاليه أولاً، ثم يخضع بعد ذلك للسيطرة الإنجليزية. وبموجب هذا النظام، كان يُطلق على كاليه نفسها «الميناء الرئيسي». وقد سيطر تجار السلع الرئيسية على التجارة من عام 1363، وهم الذين تم منحهم الحق الحصري للتجارة في الصوف الخام في كاليه.
ظل النظام كما هو منذ ما يقرب من قرنين من الزمان، لكن ستنخفض أهميته حيث تم استبدال صادرات الملابس المصنعة بصادرات خام الصوف. ومع سقوط كاليه في قبضة الفرنسيين في عام 1558، انتقل الميناء الرئيسي مرة أخرى إلى بروج. ومنذ عام 1617، توقفت صادرات الصوف تمامًا، ولن تبقى سوى البضائع الرئيسية المحلية في إنجلترا.

## وصلات خارجية
- Finance and trade under Edward III - The estate of merchants, 1336-1365, IV - 1355-65